# SGR 1806−20
SGR 1806−20 és un magnetar, un tipus d'estrella de neutrons amb un camp magnètic molt potent, que va ser descobert el 1979 i identificat com a flamarada de raigs gamma suaus. SGR 1806−20 s'hi localitza aproximadament a 14.5 kiloparsecs (50,000 anys-llum) de la Terra a l'extrem de la Via Làctia a la constel·lació de Sagitari. Té un diàmetre de no pas més de 20 quilòmetres (12 ) i gira en el seu eix cada 7.5 segons (30,000 km/h velocitat de rotació a la superfície). A 2016, SGR 1806-20 és l'objecte més altament magnetitzat mai observat, amb un camp magnètic per damunt 1015 gauss (G) (1011 Tesla), en comparació amb el 1-5 G del Sol i el 0.25-0.65 de la Terra.

## Explosió

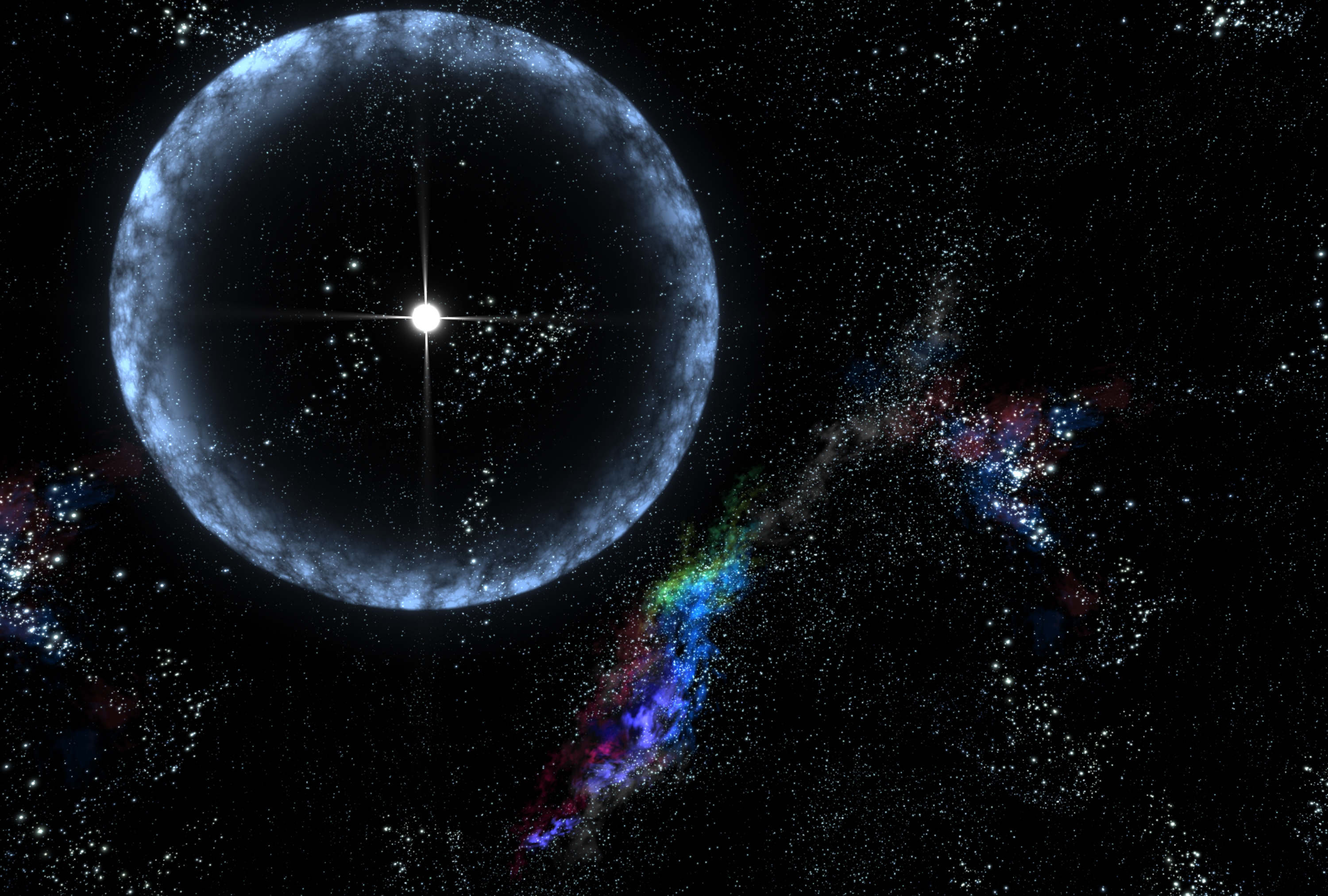
La impressió artística de la bombolla de núvol circumdant

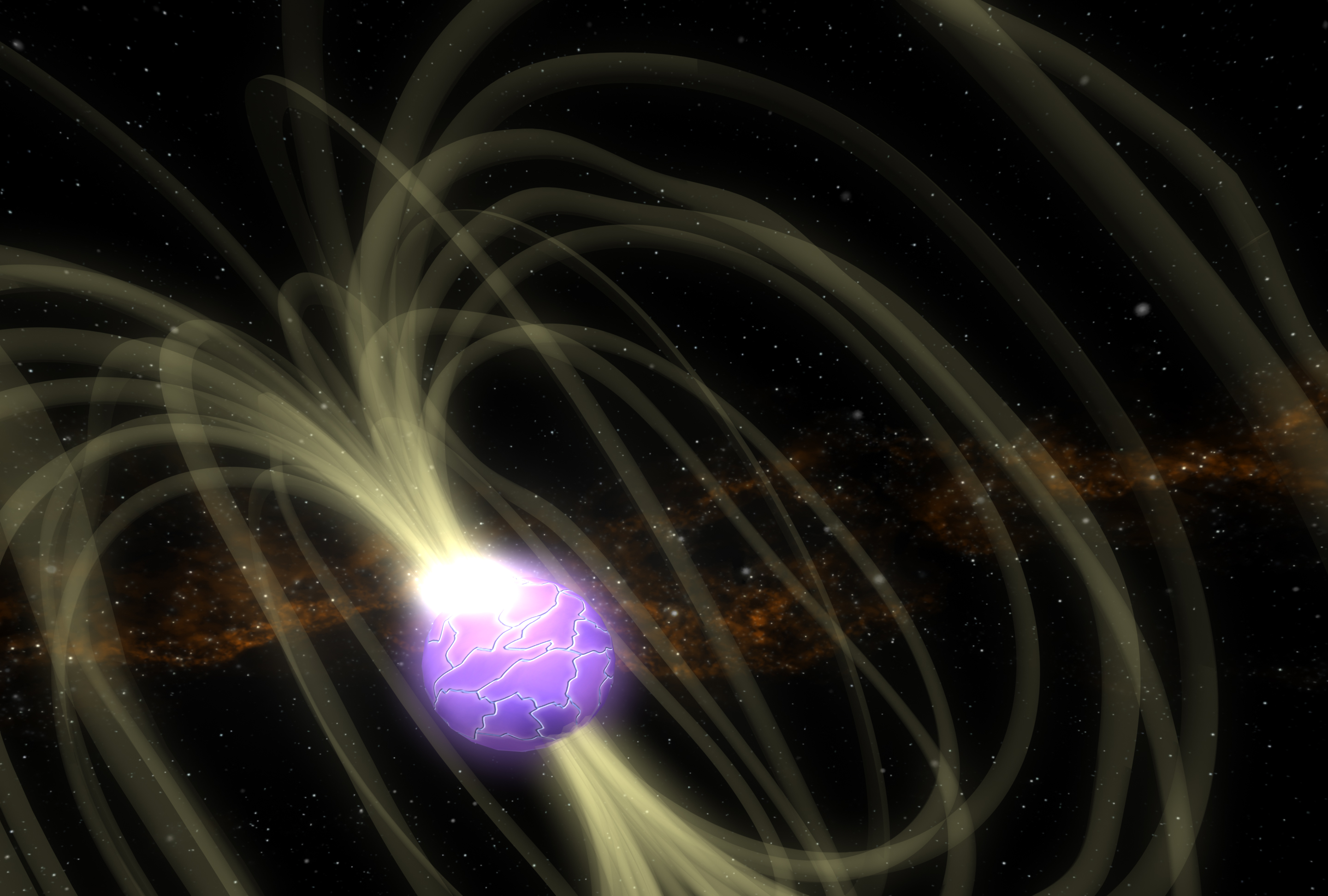
Representació artística de l'estrella de neutrons central

Cinquanta mil anys després que s'originara una saga a la superfície del SGR 1806-20, la radiació de l'explosió resultant va arribar a la Terra el 27 de desembre de 2004 (GRB 041227). Pel que fa als rajos gamma, l'esclat va tenir una magnitud absoluta al voltant de -29. Va ser l'esdeveniment més brillant que s'ha conegut en aquest planeta des d'un origen exteriro al Sistema Solar, fins al GRB 080319B. El magnetar va alliberar més energia en una dècima de segon (1,0 × 1040 J) que el Sol allibera en 150.000 anys (4 × 1026 W × 4,8 × 1012 s = 1,85 × 1039 J). Hom creu que aquesta explosió és la més gran observada per la humanitat des de la supernova SN 1604 observada per Johannes Kepler el 1604. Els raigs gamma van colpejar la ionosfera de la Terra i van crear més ionització, que va expandir breument la ionosfera.
Una explosió similar dins de tres parsecs (10 anys llum) de la Terra destruiria la capa d'ozó i seria similar a una explosió nuclear de 12 quilograms a 7,5 quilòmetres. El magnetar més proper a la Terra és 1E 1048.1-5937, situat a 9.000 anys llum de distància a la constel·lació de la Quilla.

## Ubicació
La SGR 1806–20 s'hi troba al nucli de la nebulosa radiofònica G10.0-0.3 i és membre d'un cúmul obert anomenat així, que és un component d'W31, una de les regions H II més grans de la Via Làctia. El cúmul 1806-20 està format per algunes estrelles altament inusuals, incloent almenys dues estrelles Wolf-Rayet riques en carboni (WC9d i WCL), dos hipergegants blaus i LBV 1806-20, una de les estrelles més brillants/més massives de la galàxia.